# Sándor Sallai
Sándor Sallai (ur. 26 marca 1960 w Debreczynie) – węgierski piłkarz grający na pozycji najpierw prawego pomocnika, później prawego obrońcy.

## Kariera klubowa
Karierę piłkarską Sallai rozpoczął w rodzinnym Debreczynie w tamtejszym klubie Debreceni VSC. W 1978 roku zadebiutował w jego barwach w drugiej lidze węgierskiej. W 1979 roku awansował z Debreceni do pierwszej ligi. W 1983 roku spadł z tą drużyną do drugiej ligi i wtedy też odszedł do Honvédu Budapeszt. W 1984 roku osiągnął swój pierwszy sukces w tym klubie, gdy wywalczył z nim mistrzostwo Węgier. W 1985 roku wywalczył z Honvédem dublet – mistrzostwo i Puchar Węgier. W 1986 roku obronił mistrzowski tytuł. W 1988 i 1989 roku ponownie zostawał mistrzem kraju, a w tym drugim przypadku zdobył także krajowy puchar. W 1990 roku odszedł do szwajcarskiego SR Delémont. W 1992 roku zakończył karierę w wieku 32 lat.

## Kariera reprezentacyjna
W reprezentacji Węgier Sallai zadebiutował 23 września 1981 roku w zremisowanym 0:0 spotkaniu eliminacji do Mistrzostw Świata 1982 z Rumunią. W 1982 roku został powołany przez selekcjonera Kálmána Mészölya do kadry na Mundial 1982. Tam był podstawowym zawodnikiem i rozegrał 3 spotkania (jako pomocnik): z Salwadorem (10:1), z Argentyną (1:4) i z Belgią (1:1). W 1986 roku był w kadrze Węgier powołanej przez Györgya Mezeyego na Mistrzostwa Świata w Meksyku. Na tym turnieju wystąpił w 3 meczach (jako obrońca): ze Związkiem Radzieckim (0:6), z Kanadą (2:0) i z Francją (0:3). Od 1981 do 1989 roku rozegrał w kadrze narodowej 55 meczów i strzelił jednego gola.

## Życie osobiste
Wujek Rolanda, również piłkarza.